# Лейтмотив
Лейтмоти́в (нім. Leitmotiv) — музична тема, пов'язана з певним образом, ідеєю, явищем, яка неодноразово повторюється в опері, балеті, симфонії, характеризуючи певну дійову особу, явище, стан тощо. Лейтмотиви широко використовували Г. Берліоз, Дж. Верді, Р. Вагнер, М. Римський-Корсаков, П. Чайковський, С. Прокоф'єв, Д. Шостакович, Г. Свиридов, Б. Лятошинський, I. Майборода, В. Губаренко та інші.
Цей термін був уведений у теорію музики Ріхардом Вагнером і застосовується іноді в літературознавстві. З одного боку, термін «лейтмотив» вживається, по-перше, для позначення домінанти, твору або навіть творчості письменника в цілому. А з іншої, цей термін вживається для позначення групи тематичних елементів або виразних засобів, постійних, «канонічних» для певного жанру й стилю. І нарешті терміном «лейтмотив» позначається той комплекс тематичних і виразних засобів, що постійно повторюється протягом даного художнього цілого — літературного твору; у цьому вживанні термін «лейтмотив» наближається до свого первісного музичного значення.